# Pau-d'Arco (Tocantins)
Pau d'Arco es un municipio brasileño del estado del Tocantins. 

## Geografía
Se localiza a una latitud 7°32′23″ S y a una longitud 49°22′20″ O, estando a una altitud de 5 metros. Su población estimada en 2005 era de 4 600 habitantes. La Ciudad de Pau d'Arco es una pequeña ciudad que está a 422-km de su Capital Palmas-TO, está en el extremo norte del Estado.